# Прапор Нижньої Апші
Прапор Нижньої Апші — офіційний символ села Нижня Апша, Тячівського району Закарпатської області, затверджений 5 червня 2014 р. рішенням сесії сільської ради.
Автор — А. Гречило.

## Опис
Квадратне полотнище, розділене вертикально на два однакові поля; поле від древка складається з семи рівношироких горизонтальних смуг — 4-х синіх і 3-х жовтих; на червоному полі з вільного краю біла церква з жовтими хрестами.

## Значення символів
Церква уособлює унікальну пам’ятку архітектури XVII ст. — місцеву дерев’яну церкву св. Миколая. На прапорі сині та жовті смуги підкреслюють приналежність села до Закарпатської області.